# Parc Georges Henri
Le parc Georges Henri (en néerlandais : Georges Henripark) est un parc situé dans la commune de Woluwe-Saint-Lambert à Bruxelles en Belgique. Il se situe à côté du square de Meudon. L'aménagement du parc résulte de la désaffectation de l'ancien cimetière d'Etterbeek, qui avait été construit en 1897 sur une parcelle de trois hectares.

## Histoire
À l'origine, le cimetière d'Etterbeek se trouvait derrière les casernes du boulevard Général Jacques. Face à un manque de place, il a été transféré à Woluwe-Saint-Lambert à la fin du XIXe siècle, dans le cadre d'un accord entre les deux communes : Woluwe cédait un terrain de 3 hectares pour le nouveau cimetière, tandis qu'Etterbeek participait à la prolongation de l'avenue Georges Henri. Entre 1898 et 1965, près de 45 000 personnes y ont été inhumées.
Rapidement jugé insuffisant, le cimetière a été déplacé une seconde fois vers Wezembeek-Oppem. Le site anciennement occupé est resté en friche, protégé par son inscription en zone verte dans le plan d'aménagement régional, et a été racheté par la Région bruxelloise en 1985.
Dans les années 1980, le terrain a été transformé en parc urbain multifonctionnel. L'aménagement, mené par deux bureaux d'architecture paysagère, a intégré la consultation des habitants et des comités de quartier et s'est achevé en 1989.

## Organisation du parc
Le parc Georges Henri, aménagé dans les années 1980, conserve la structure de l'ancien cimetière, avec ses allées, ses alignements de marronniers et de tilleuls, et certaines pierres tombales réutilisées pour le dallage. Des grilles remplacent l'ancien mur d'enceinte.

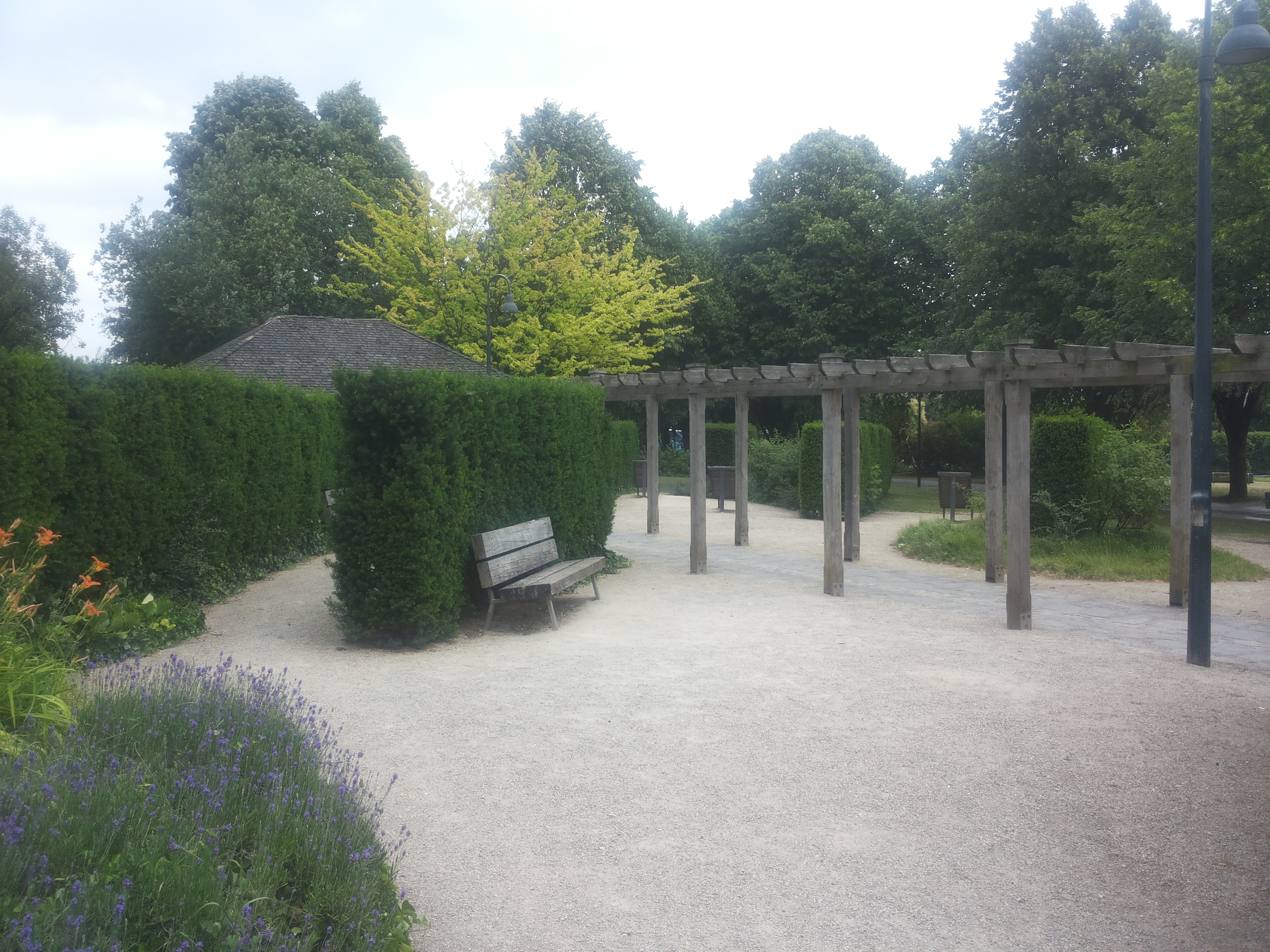
Pergola.

L'entrée principale, située au square Meudon, est encadrée par deux obélisques. Le parc comporte un grand bassin circulaire au centre, autour duquel se trouvent des bancs et un jardin de rocailles. Les allées principales partent de cet espace central et desservent différents jardins thématiques et espaces de loisirs, comprenant notamment des zones accessibles aux personnes à mobilité réduite, des pelouses, des parcours pour l'exercice physique, des espaces de recueillement, des jardins à la française et des installations récréatives.

## Monuments

### Mémorial juif
Un mur marqué de l'étoile de David et quelques sépultures rappellent l'emplacement de l'ancien cimetière juif d'Etterbeek.

### Monument "Ravensbrück"

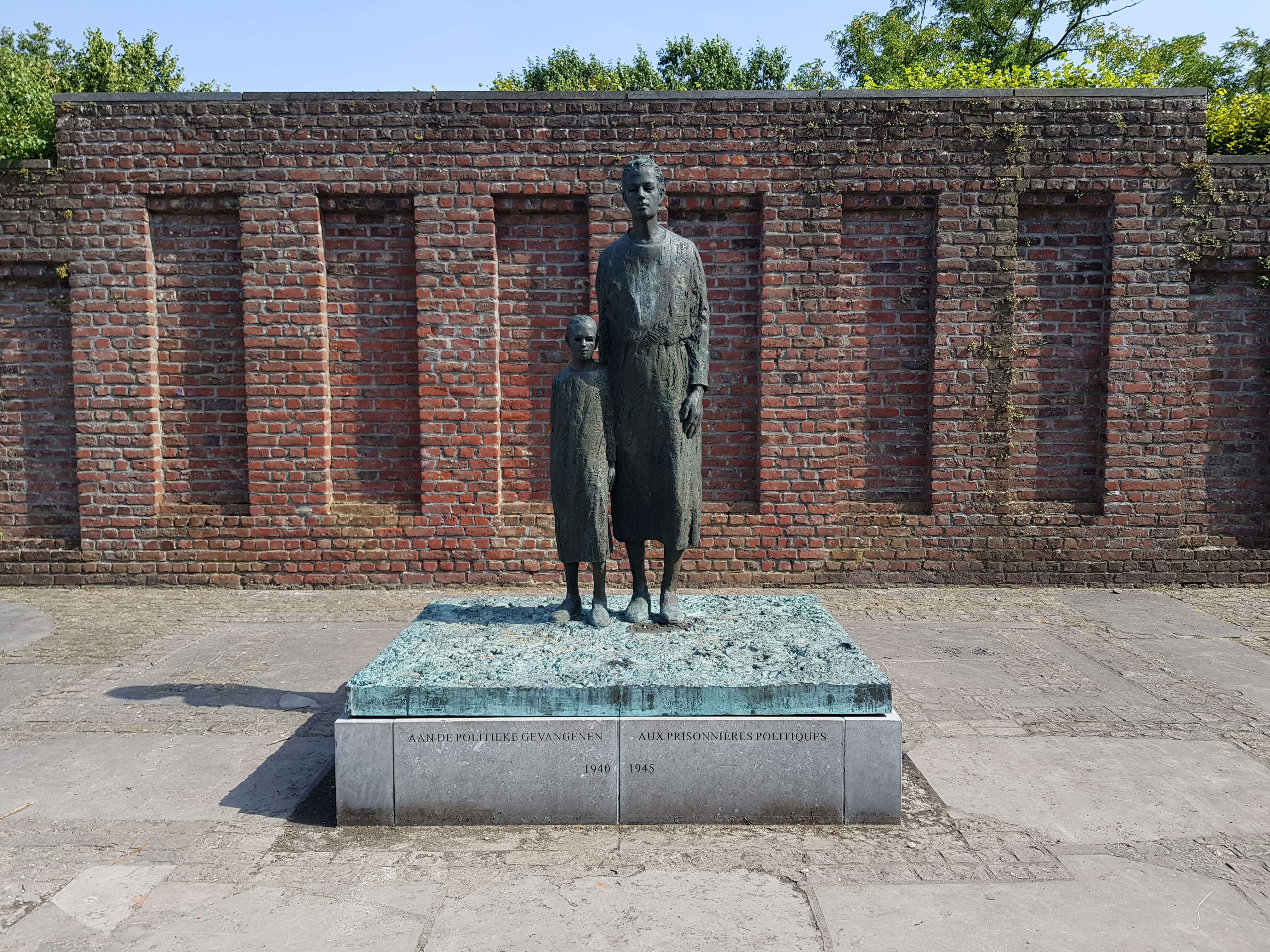
Monument "Ravensbrück".

Une sculpture représentant une femme et son enfant, en hommage aux prisonnières politiques et résistantes belges et de leurs enfants décédés dans les camps et les prisons nazis est dû à une idée originale d'Annette Pauporté-Eekman et mise en œuvre après sa mort par Adrienne Gommers et Lily de Gerlache. Le monument, conçu par la sculptrice Thérèse Chotteau et l'architecte Thierry Gonze est inauguré le 12 octobre 2000 à Bruxelles par la Reine Paola,.
À quelques mètres, un poème de Marguerite Bervoets, décapitée le 8 août 1944 est gravé dans une dalle de pierre,.

### Sans titre
Une sculpture de Lucia Bru évoquant un bateau de bois, acier et métal, a remporté le premier concours de sculpture de la Commission communautaire française de la région de Bruxelles-Capitale en 1995,.

## Accessibilité
| ___ | Ce site est desservi par la station de métro : Gribaumont. |

- arrêt Meudon des bus 27, 28 et 80 (STIB)